# 流行文化中的二二八事件
流行文化中的二二八事件是指在1947年2月27日至5月16日臺灣發生二二八事件後，各種以二二八事件為主題的藝術創作、流行文化產品等。

## 文化題材

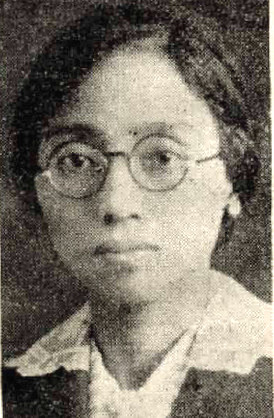
民視無線台電視劇《浪淘沙》女主角丘雅信的原型蔡阿信，臺灣歷史上第一位女醫師。二二八事件當時，蔡阿信的許多醫生朋友相繼被抓去槍決，蔡阿信身歷險境中，對國民政府治理下的臺灣深感失望，之後便離開臺灣前往加拿大溫哥華定居。

二二八事件發生後，許多臺灣作家與創作者便停止創作。其中在1947年時，黃榮燦的木刻版畫《恐怖的檢查》發表在《文匯報》上，成為少數直接描繪二二八事件的藝術作品。同一時間，包括臧克家、雷石榆、陳千武、錦連、張冬芳、林亨泰、楊逵、吳新榮、莊垂勝、張李德和、林獻堂、陳逢源、李建興等人都曾以詩歌抒發情感。而在二二八事件列為禁忌期間，包括李臨秋作詞、王雲峰作曲的《補破網》，及陳大禹作詞、呂泉生作曲的《杯底不可飼金魚》等歌曲，分別希望在事件發生後能夠共同重建社會。而作家吳濁流在1970年出版的自傳小說《無花果》，內容中將自身經歷的二二八事件作為主題。
然而在戒嚴時期，許多與二二八事件相關的題材都接連遭到政府禁止。直到解嚴之後，二二八事件才逐漸成為許多人的創作題材。其中在音樂部分，柯芳隆的《二二八安魂曲》、蕭泰然的《一九四七序曲》等都將二二八事件作為音樂主題。另外重金屬樂團閃靈樂團在《十殿》、《武德》等專輯中，也引用這次事件作為歌曲創作題材。許多文學作品也紛紛以此為題，包括吳茗秀的《三郎》、楊小娜的《綠島》等作品。另外在2014年，Erotes Studio則以二二八事件時期的基隆市為題材，推出首部以臺灣歷史為主題的美少女遊戲《雨港基隆》。
1989年時，由侯孝賢執導的《悲情城市》成為首部描寫二二八事件的電影，並獲得該年度威尼斯影展金獅獎。其他內容涉及到二二八事件的電影，包括1995年由侯孝賢執導的《好男好女》、1999年由林正盛執導的《天馬茶房》、2006年由尹力執導的《雲水謠》、及2009年由亞當·肯恩執導的《被出賣的臺灣》。在電視劇部分，包括公共電視文化事業基金會的《後山日先照》和《燦爛時光》、民視無線台的《浪淘沙》、臺灣電視公司的《台灣百合》、大愛電視的《明月照紅塵》、客家電視台的《新丁花開》、三立台灣台的《紫色大稻埕》等作品。